# Biblia ostrogska
Biblia ostrogska – pierwsze pełne wydanie drukowane wszystkich ksiąg Pisma Świętego przetłumaczonego na język cerkiewnosłowiański. Wydrukowana została w Ostrogu przez drukarza Iwana Fedorowa w latach 1580–1581. Adresatami tej Biblii byli wyznawcy Kościoła Wschodniego, posługujący się językiem cerkiewnosłowiańskim. Przedsięwzięcie to było możliwe dzięki swobodom zapewnionym prawosławiu na ziemiach ruskich Rzeczypospolitej.

## Geneza
Biblia ostrogska ukazała się dwadzieścia lat po wydaniu katolickiej Biblii w języku polskim, Biblii Leopolity. W 1563 roku ukazała się w języku polskim kalwińska Biblia brzeska, a w 1572 roku Biblia nieświeska w przekładzie unitarianina Szymona Budnego. Stąd po ukazaniu się katolickich i protestanckich przekładów Biblii powstała potrzeba opracowania prawosławnego tłumaczenia Pisma Świętego, które można byłoby przeciwstawić przekładom polskim.
Wydanie Biblii ostrogskiej miało duże znaczenie dla stosunków panujących w Rzeczypospolitej. Dało też prawosławnym wiernym znaczący atut w polemice z protestantami i katolikami.

## Opis
Analiza filologiczna przeprowadzona przez A.A. Aleksiejewa wykazała, iż przekład Biblii ostrogskiej bazował na rękopisie Biblii Gennadiusza ukończonym w roku 1499. Przekład został skonfrontowany z greckim tekstem Septuaginty (wydanie Aldina, Wenecja 1518), łacińską Wulgatą, czeską Biblią Melantricha, białoruską Biblią Franciszka Skaryny oraz przekładem Psałterza Maksyma Greka. Ten ostatni przekład stanowił dla redaktorów Biblii ostrogskiej wzór zgodności z tekstem greckim.
Druk rozpoczęto w 1580 roku a zakończono w sierpniu 1581. Zachowane egzemplarze mają dwie różne daty zakończenia prac: najczęściej jest to 12 sierpnia 1581, lecz niektóre posiadają datę 12 lipiec 1580. Opóźnienia w druku wynikały z problemów w tłumaczeniu przede wszystkim Starego Testamentu jednocześnie przyczyniło się to do kilkakrotnego zwiększania nakładu już w trakcie druku. W tekście zauważalne są pewne różnice tekstowe pomiędzy egzemplarzami z 1580 a 1581 roku. Nakład szacuje się na 1000–1500 egzemplarzy.
W księdze została umieszczona przedmowa Konstantego Wasyla Ostrogskiego. Jej autorem był Herasym Smotrycki, który napisał ją w imieniu księcia Ostrogskiego.
W celu wydania przekładu zostały odlane nowe czcionki, z których złożono 3 240 000 znaków drukarskich na 1256 stronicach.

## Znaczenie
Biblia ostrogska stała się swoistym świadectwem dojrzałości ideologicznej i moralnej narodów wschodniosłowiańskich. Książę Konstanty Wasyl Ostrogski podarował ją papieżowi Grzegorzowi XIII, zaś car Iwan Groźny ambasadorowi królowej Elżbiety I Johnowi Horse’owi. Zachował się egzemplarz Biblii, który był własnością króla Gustawa II Adolfa. Do XXI wieku zachowało się około 300 egzemplarzy. Biblia ostrogska znajduje się w muzeach, bibliotekach i archiwach Ukrainy, Rosji, Białorusi, Litwy, Rumunii, Watykanu, Grecji oraz Serbii (także w Wiedniu, Londynie, Paryżu i Nowym Jorku). W Polsce m.in. w Warszawie, Krakowie czy Wrocławiu.
Przekład został opublikowany ponownie w Supraślu w roku 1743 na koszt bp. pińskiego Jerzego Bułhaka przez bazylianów Innocentego Charkiewicza i Teofila Lacewicza. Poprawioną wersją Biblii ostrogskiej była Biblia moskiewska wydana w roku 1663 w Moskwie. Przez ponad 200 lat, do wydania Biblii Elżbietańskiej w 1751, w różnych krajach była uważana za obowiązujący przekład dla prawosławnych wiernych.
Przekład Biblii ostrogskiej stanowił podstawę późniejszych tłumaczeń Pisma Świętego na język rosyjski i ukraiński.